# 古环企鵝屬
古环企鵝屬（學名Archaeospheniscus）是一屬已滅絕的企鵝。現時共發現了三個物種，都是從一些碎片遺骸得知。最細小的威氏古环企鵝，只有巴布亞企鵝的大小，是生存於始新世晚期的西摩爾島；另外兩種約有現今帝皇企鵝的大小，生存於漸新世晚期的新西蘭。
古环企鵝屬是已知最原始的企鵝之一。牠們的肱骨仍非常幼長，介乎普通鳥類的雙翼及現今企鵝之間。另一方面，牠們的跗蹠骨有現今及原始形態的特徵，但究竟是現今企鵝的祖先或是平行進化則不得而知。

## 下属物种
本属包括以下物种：
- Archaeospheniscus lopdelli Marples, 1952
- Archaeospheniscus lowei Marples, 1952

归入本属的物种：
- Notodyptes wimani (Marples, 1953)